# الرقة (الحيمة الخارجية)

تعديل مصدري - تعديل

الرقة هي إحدى قرى عزلة السدس بمديرية الحيمة الخارجية التابعة لمحافظة صنعاء، بلغ تعداد سكانها 79 نسمة حسب تعداد اليمن لعام 2004.